# Zapfluft
Zapfluft ist Druckluft, die aus dem im Turboverdichter von Gasturbinen verdichteten Verbrennungsluftstrom für unterschiedliche Zwecke entnommen wird. Die Abzweigung der Zapfluft erfolgt, bevor der Luftstrom in die Brennkammern eintritt. Als Lieferanten von Zapfluft kommen beispielsweise Strahltriebwerke, Propellerturbinen, bordeigene Hilfsgasturbinen (APUs, auxiliary power unit) oder auch Bodenstartgeräte in Frage. Der international in der Luftfahrt gebräuchliche Terminus dafür ist Bleed Air.

## Einspeisung in Flugzeugsysteme(Air Supply Distribution System)
Zapfluft kommt in den unterschiedlichsten pneumatischen Systemen eines Flugzeugs zur Anwendung. Dabei wird sie unter anderem zur Klimatisierung und Druckversorgung der Druckkabine in den Air conditioning Packs eingesetzt. Zapfluft aus dem Hilfstriebwerk oder einem Bodenstartgerät dient zum Starten der Triebwerke. Die durch die Verdichtungswärme erhitzte Zapfluft dient der gezielten Beheizung (Thermisches Anti-icing) von vereisungsempfindlichen Flächen wie Triebwerkseinlässen, Nasenkanten von Tragflächen oder Leitwerken oder Vorflügelklappen.
Bei der Lockheed F-104 Starfighter war  eine Grenzschichtausblasung mittels Triebwerkszapfluft an den Spalten der Landeklappen vorhanden, deren Funktionsfähigkeit elementar für die Flugfähigkeit des Flugzeuges im Landeanflug war.
Auch Hydraulik- und Wassertanks werden mittels Zapfluft unter Druck gehalten, um beispielsweise dem Versagen von Pumpen vorzubeugen. Hilfsaggregate können mittels Zapfluft im Falle einer Überlastung der Primärsysteme wie den triebwerkgetriebenen Hydraulikpumpen die Funktionsfähigkeit eines Systems garantieren.

## Zapfluft zur Triebwerksregelung und Kontrolle(Engine Air System)

### Kühlung von Strahltriebwerksteilen
Luft aus dem Mantelstrom (Fan Air) wird zur Kühlung von Komponenten wie beispielsweise des Turbinen- und Generatoröles, der elektronischen Triebwerkssteuerung, des Turbinengehäuses oder des Zündgerätes (Igniter Box) verwendet. Außerdem dient sie zur Abkühlung der Hochdruckzapfluft, die von bis zu 750 °C auf etwa 180 °C gekühlt werden muss.
Verdichterluft aus dem höheren Druckbereich (etwa zwölfte Kompressorstufe) dient zur Kühlung der Rotor- und Statorschaufeln der Hochdruckturbine, die durch Kühlkanäle in den Schaufeln radial von der Nabe zur Schaufelblattspitze einer jeden Schaufel geleitet wird.

### Regelung von Strahltriebwerken
Hochdruck-Zapfluft wird beispielsweise zur pneumatischen Steuerung variabler Leitschaufeln vor und im Verdichter zur Anpassung an den jeweiligen Betriebszustand und zur Vermeidung des Verdichterpumpens und von Strömungsabrissen (engl. compressor stall) eingesetzt, wie im Pratt & Whitney PW4000 von der 5. bis zur 7. Verdichterstufe.

## Vor- und Nachteile
Die Nutzung von Zapfluft in Flugzeugen ist ein einfaches und bewährtes System, das aus technisch einfach zu realisierenden Komponenten aufgebaut ist.
Die Entnahme von viel Zapfluft aus den Triebwerken erhöht deren Treibstoffverbrauch und senkt deren Leistung. Beim Start wird die Zapfluftentnahme abgeschaltet, um die volle Triebwerksleistung zur Verfügung zu haben. Der Wirkungsgrad ist schlecht, da der Druck und die Temperatur stark reduziert werden müssen, um Schäden in der flugzeugseitigen Zapfluft-Anlage zu verhindern.
Des Weiteren wird bemängelt, dass es bei der Zapfluftnutzung zur Druckbeaufschlagung von Druckkabinen zu Vergiftungen durch Öldämpfe kommen kann, wenn die entnommene Luft auf Grund eines Abdichtungsschadens im Triebwerksverdichter mit Schmieröl aus dem Ölkreislauf kontaminiert wird. Diese Vergiftung kann zu einem aerotoxischen Syndrom führen. In der Vergangenheit kam es mehrfach zu Zwischenfällen mit kontaminierter Zapfluft. 2006 wurden in Großbritannien über 1050 solcher Vorfälle bei der Luftaufsichtsbehörde erfasst und – anders als in Deutschland – auch veröffentlicht. Im Februar 2009 räumte die Lufthansa in einer internen Mitteilung an ihre Mitarbeiter ein, dass es bei einem von 2000 Flügen zu einem Zwischenfall mit Öldämpfen komme. Deutsche Fluggesellschaften sind (Stand 2011) nicht verpflichtet, ihre Passagiere über solche Ereignisse zu informieren.
Am 7. Mai 2014 veröffentlichte die Bundesstelle für Flugunfalluntersuchung (BFU) eine Studie zu der Auswirkung von sogenannten Fume Events (Ereignissen jeglicher Art in Bezug auf Gerüche, Rauch oder Nebel im Flugzeuginnenraum). Darin wird bestätigt, dass es zu gesundheitlichen Beeinträchtigungen gekommen ist. Teilweise war durch das Aufsetzen der Sauerstoffmasken im Cockpit oder einen teilweisen Ausfall eines Piloten die formale Voraussetzung für eine Schwere Störung gegeben. Im Ergebnis hat die BFU vier Sicherheitsempfehlungen herausgegeben, um Fume Events wissenschaftlich besser zu untersuchen, die Ereignisse an die BFU zu melden, die Zulassungskriterien zu vereinheitlichen sowie Nachweisverfahren für saubere Kabinenluft zu etablieren und Untersuchungen zu Langzeiterkrankungen durchzuführen.

## Alternativen zur Zapfluftnutzung
Um die Risiken und Nachteile zu vermeiden, müssen die sonst üblicherweise mit Zapfluft betriebenen Systeme, wie die Aufrechterhaltung des Kabinendrucks sowie die Enteisung, auf andere Weise funktionieren. Bei der Nutzung von elektrischer Energie für diese Aufgaben würde etwa für die Aufrechterhaltung des Kabinendrucks ein elektrisch betriebener Kompressor eingesetzt.
Bei der Boeing 787 werden erstmals Triebwerke ohne externe Entnahmemöglichkeit für Zapfluft (Rolls-Royce Trent 1000 oder GEnx-1B) verwendet und auf die üblichen pneumatischen Bordsysteme verzichtet – man verspricht sich davon einen geringeren Treibstoffverbrauch. Der Betrieb der Klimaanlage, der Hilfsaggregate, der Enteisung und auch der Triebwerksstarter funktioniert komplett elektrisch, weshalb die Triebwerke zum Ausgleich wesentlich stärkere Generatoren erhalten haben und eine leistungsfähige Bordelektrik installiert wird.